# Florianistraße 3 (Oberaudorf)

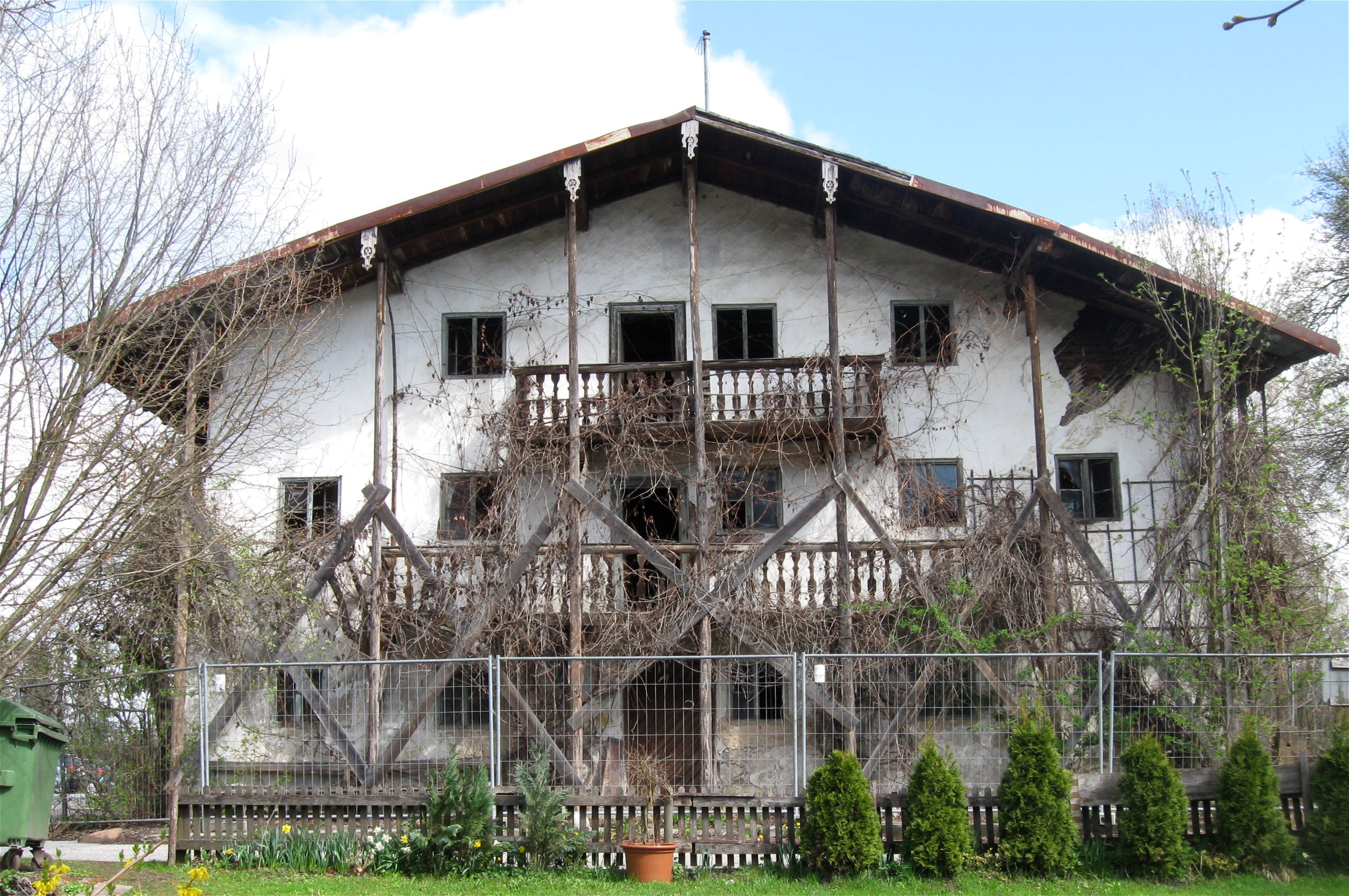
Haus Florianistraße 3 in Oberaudorf

Das Gebäude Florianistraße 3 (auch als Knollhof bezeichnet) in Oberaudorf, einer Gemeinde im oberbayerischen Landkreis Rosenheim, wurde 1746 errichtet. Die Bauernhaus ist ein geschütztes Baudenkmal. Im Jahr 2011 stand das Gebäude leer und wurde zum Verkauf angeboten. Das Gebäude wurde im Jahr 2018 abgerissen.
Der zweigeschossige Flachsatteldachbau mit verputztem Blockbauobergeschoss besaß eine umlaufende Laube und eine Hochlaube.